# Saint-Germain-de-Livet
Saint-Germain-de-Livet – miejscowość i gmina we Francji, w regionie Normandia, w departamencie Calvados.
Według danych na rok 1990 gminę zamieszkiwało 598 osób, a gęstość zaludnienia wynosiła 36 osób/km² (wśród 1815 gmin Dolnej Normandii Saint-Germain-de-Livet plasuje się na 378. miejscu pod względem liczby ludności, natomiast pod względem powierzchni na miejscu 184.).